# Meleneta antennata
Meleneta antennata är en fjärilsart som beskrevs av Smith 1908. Meleneta antennata ingår i släktet Meleneta och familjen Pantheidae. Inga underarter finns listade i Catalogue of Life.